# Gorska moravka
Gorska moravka (Brđanka, planinska arnika, veprina, žvetuljina; lat. Arnica montana) poznata i kao moravka, veprovka, njemačka arnika, savojski duhan i veprovac. Planinska je aromatična biljka visine od 20 do 60 centimetara iz roda Arnica i porodice glavočika (Asteraceae). Raste na suhim livadama, planinskim obroncima i brdima, na području skoro cijele Europe.

## Rasprostranjenost i stanište
Brđanka je biljka koja raste u Europi. Nalazi se od južnog dijela Pirinejskog poluotoka do južnog dijela Skandinavije. Raste do nadmorskih visina od skoro 3.000 metara. U sjevernim dijelovima Europe biljka postaje sve rjeđa, uglavnom zbog razvoja poljoprivrede.

## Osobine biljke
Stabljika je uspravna i malo razgranata s jednom cvjetnom glavicom. Visine je od 20 do 60 cm. Listovi su sitni, debeli, nasuprotni i malo nazubljeni, a pri dnu stabla složeni u rozetu. Cvijet je glavica s jezičastim vjenčićem na vrhu stabljike i proširenim cvjetovima koji imaju pricvjetne listiće. Cvjetovi su žuti ili narančastocrveni promjera od 6 do 8 cm.
Kao ljekoviti dio biljke se koriste cvijet, korijen i listovi. Cvijet se skuplja u vrijeme cvatnje, a korijenje u proljeće.

## Sastav
Sadrži taninske (do 32%) i gorke tvari, fitosterole, smole, vosak, gumu i eterično ulje (do 1,5%). Sastojci ulja : geksilkapronat, kapronska, kaprilna, angelična, mravlja i izomaslačne kiselina, florol (etilfenol)  eter, timogidrohiionometilov eter i flormetilov eter. Eterično ulje iz rizoma - svijetlo žuta tekućina.
Učinak cvijeća pripisuje se boji arnicin, koji se u cvjetovima nalazi u količini do 4%. Gorka supstanca arnicin sastoji se od mješavine triju supstanci: dva triterpendiola poput betulina  - arnidiola ( arnidendiol ), faradiola ( izoarnidiola ) - i terminalnog ugljikovodika. Osim toga, eterično ulje nađeno je i u cvatovima (0,04–0,14%), sadrži i tanine (oko 5%), boje( lutein, anidiol, faradiol), askorbinsku kiselinu, karotenoide, cinarin (0,05%), betain, kolin, gelenin, alkaloide, fitosteroli, masno ulje, šećere, organske kiseline, gumu, polisaharid inulin, vitamin C (oko 21 mg%). Eterično ulje iz cvijeća je tekućina crveno-žute ili plavo-zelene boje s jakim mirisom, blizu mirisa kamilice, struktura ovog ulja uključuje fumarnu, jabučnu, mliječnu, auru i palmitinsku kiselinu, kao i palmitin .
Tvari koje se nalaze u cvijeću i korijenu nalaze se i u listovima i stabljikama, ali u manjim količinama  .

## Uporaba
Brđanka se rabi u liječenju rana, pri čemu ublažava bolove i pospješuje njihovo zacjeljivanje. Koristi se i u liječenju grla, a s drugim ljekovitim biljkama u liječenju upale pluća, tifusa, slabosti srca, za pospješivanje cirkulacije krvi i izlučivanje znoja i mokraće. Ova biljka je zaštićena vrsta. Od 18. stoljeća, kada se biljka počela koristiti u ljekarnama, njena popularnost je značajno porasla. Nekontrolirano branje učinilo je to da je biljka postala dosta rijetka, pa je morala biti zaštićena. Danas se biljka uzgaja za ljekovite svrhe.
U srednjem vijeku arniku se rabilo kao biljku za sve rane i ozljede tijela, a ponekad i protiv embolije i tromboze.

## Napomena
- Članak je velikim dijelom preuzet sa herbateka.com.

## Vanjske poveznice
- Ordinacija.hr
- herbalism  Arhivirana inačica izvorne stranice od 18. travnja 2012. (Wayback Machine)
- Ljekovito bilje  Arhivirana inačica izvorne stranice od 3. listopada 2015. (Wayback Machine)